# Комп'ютерна фотографія

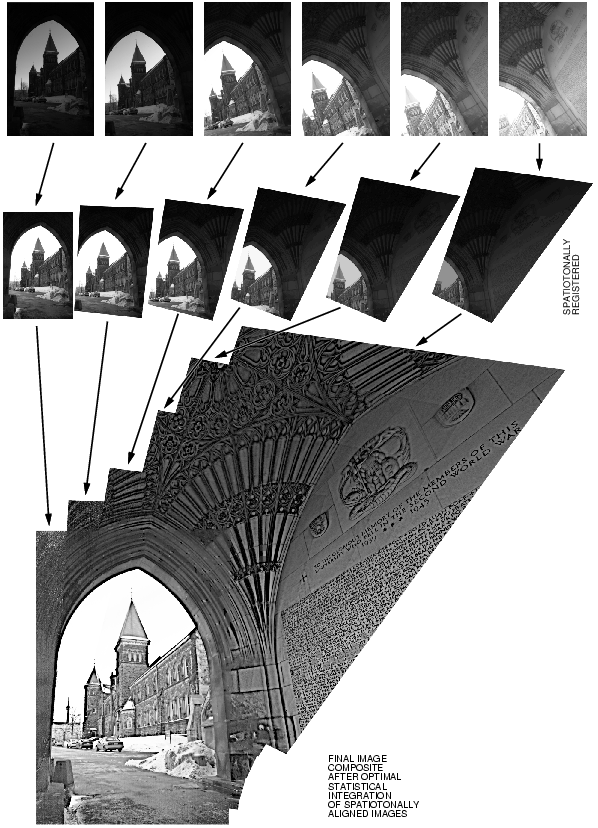
Комп’ютерна фотографія надає багато нових можливостей. У цьому прикладі поєднується HDR (розширений динамічний діапазон) зображення з панорамою (з’єднання зображень), оптимально поєднуючи інформацію з кількох зображень різної експозиції об’єктів, що накладаються один на одного.

Комп'ютерна (обчислювальна) фотографія відноситься до методу зйомки та обробки цифрових зображень за допомогою цифрових обчислень, а не оптичних операцій. Комп'ютерна фотографія може покращити функціональність камери, впровадити функції, які ніколи не були можливими у плівковій фотографії,та зменшити вартість та розмір елементів камери. Приклади обчислювальної фотографії включають цифрові панорами,  зображення із високим динамічним діапазоном та камер світлого поля . Камери світлого поля використовують нові оптичні елементи для захоплення тривимірної інформації про сцену, яку потім можна використовувати для створення 3D-зображень, покращеної глибини різкості та вибіркового дефокусування (або «постфокусування»). Покращена глибина різкості зменшує потребу в механічних системах фокусування . Усі ці функції використовують методи обчислювального зображення.
Визначення обчислювальної фотографії еволюціонувало, щоб охопити ряд предметних областей комп'ютерної графіки, комп'ютерного зору та прикладної оптики . Це саме ці регіони організовані відповідно до таксономії, запропонованої Шрі К. Наяром .У кожному полі є список методів із 1 або 2 репрезентативними статтями чи книгами. Методи обробки зображень,які традиційно застосовуються до зображень,створених для отримання кращих зображень  (див. також цифрову обробку зображень ), що застосовуються до традиційно зроблених зображень для отримання кращих зображень, навмисно виключені з таксономії. Цифрова обробка зображень навмисно виключається з класифікації.Прикладами таких методів є масштабування зображення,, стиснення динамічного (тобто відображення тонів ), керування кольором, завершення зображення (він же малюнок або заповнення отворів),керування кольором, завершення зображення (також з малюванням або заповненням отворів), стиснення зображення, цифрові водяні знаки та художніграфічніефекти.Також опущеніданігрудня,об'ємнідані,3D-моделі, 4D-світлові поля, 4D, 6D або 8D BRDF  абоіншийметодствореннязображеньвеликого розміру. 

## Вплив на фотографію
Фотографії, зроблені за допомогою комп'ютерної фотографії, можуть дозволити любителям створювати фотографії з якістю не нижче,ніж у професійних фотографів,алестаномна 2019 рік вони не випереджають використання обладнання професійної якості рівня. 

## Обчислювальне освітлення
Це структуроване управління освітленням фотографії з подальшою обробкою знятого зображення для створення нового зображення. Програми включають повторне освітлення на основі зображень, покращення зображення, видалення розмитості зображення,, відновлення геометрії / матеріалів тощо.

Зображення з високим динамічним діапазоном розширте динамічний грудень, використовуючизображення однієї сцени з різною експозицією.  Інші приклади включають дека і од мета ("світлове поле").

## Обчислювальна оптика
Це обчислювальне декодування для створення нового зображення з подальшим захопленням оптично закодованого зображення.Зображення  з кодованою апертурою діафрагми в основному використовувались в астрономії та рентгенівських знімках для поліпшення якості зображення. Замість одного точкового отвору в зображенні використовується метод точкового отвору, і для відновлення зображення виконується деконволюція .  У зображенні з кодованою експозицією стан увімкнення/вимкнення затвора кодується для зміни ядра розмиття під час руху .  Таким чином усунення розмиття рухів стає цілком обумовленою проблемою . Подібним чином у кодованій діафрагмі на основі об’єктива діафрагму можна змінити, вставивши широкосмугову маску .  Таким чином, усунення розмиття поза фокусом стає цілком обумовленою проблемою. Кодована апертура може також покращити якість отримання світлового поля за допомогою оптики перетворення Адамара.
Шаблон закодованої діафрагми також може    бути розроблений за допомогою кольорового фільтра для застосування різних кодівна різних довжинах хвиль.  Це дозволяє збільшити кількість світла, що досягає датчика камери, порівняно з бінарними масками.

## Обчислювальне зображення
Обчислювальнавізуалізація-ценабір методів візуалізації, які поєднують з бірта обробку даних для створення зображень об'єктів за допомогою непрямих інструментів покращеної роздільної здатності, додаткової інформації, такої як оптична фаза або 3D-реконструкція . Інформація часто записується без використання звичайної конфігурації оптичного мікроскопа або з обмеженими наборами даних.
Обчислювальна візуалізація дозволяє виходити за фізичні межі оптичної системи, наприклад числова апертура,  або навіть усуває потребу в оптичних елементах . 
Для частин оптичного спектру, де елементи зображення, такі як лінзи, важко виготовити або де датчики зображення  не можуть бути мініатюризовані, комп'ютерна візуалізація може стати корисною альтернативою в наступних областях:, як рентгенівське  та ТГц випромінювання .

### Поширені прийоми
Загальн і методи комп'ютерної візуалізації включають безлінзова візуалізація та комп'ютерну дек-візуалізації,  птихографія та Фур’є-птихографія .
Методи комп'ютерної візуалізації,як правило,базуються на методах виявлення стиснення або методах фазового відновлення,коли кутовий спектроб'єкта реконструюється. Інші методи відносяться до області обчислювальної візуалізації, такі як цифрова голографія,комп’ютерне бачення і зворотні завдання,такі як томографія .

## Обчислювальна обробка
Це обробка неоптично закодованих зображень для створення нових зображень.

## Обчислювальні датчики
Це детектори, які поєднують виявлення та обробку,часто в апаратних засобах,таких якдатчик бінарного зображення із надмірною дискретизацією

## Ранні роботи в області комп'ютерного зору
Обчислювальна фотографія в даний час стала популярним терміном у комп'ютерній графіці,але значна частина її технологій вперше з'явилася в літературі комп'ютерного зору та під іншими назвами в документації,спрямованійна аналіз 3D-форм.

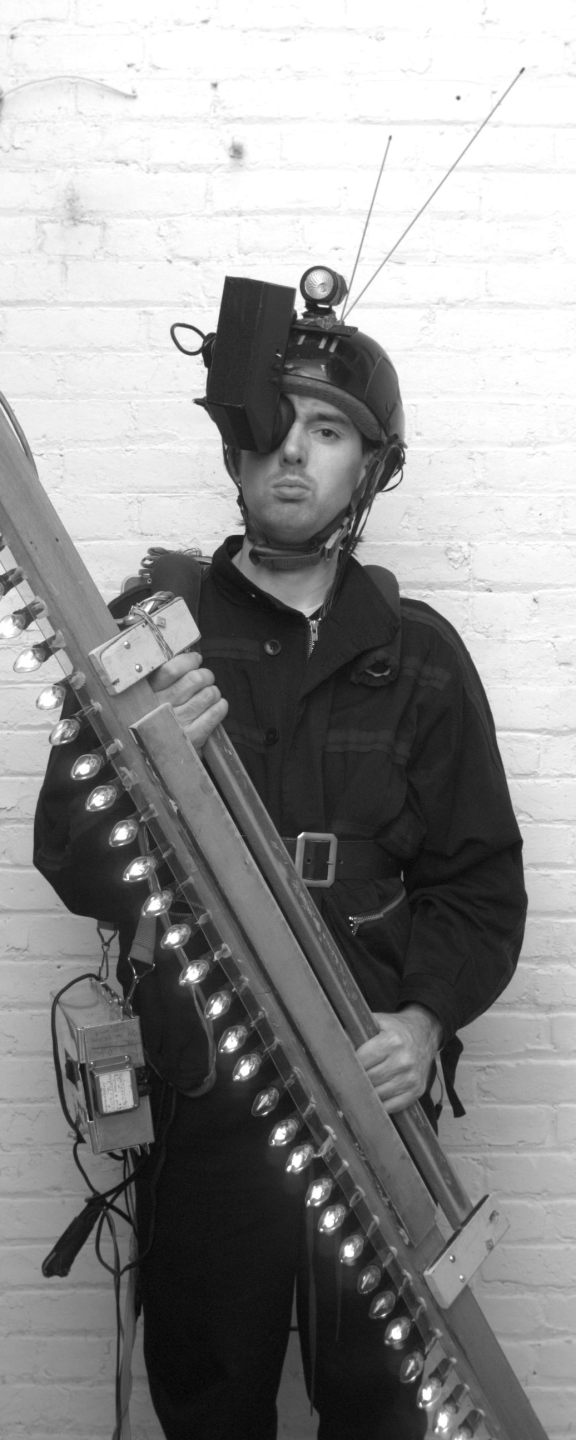
Носійний обчислювальний фотоапарат 1981 року

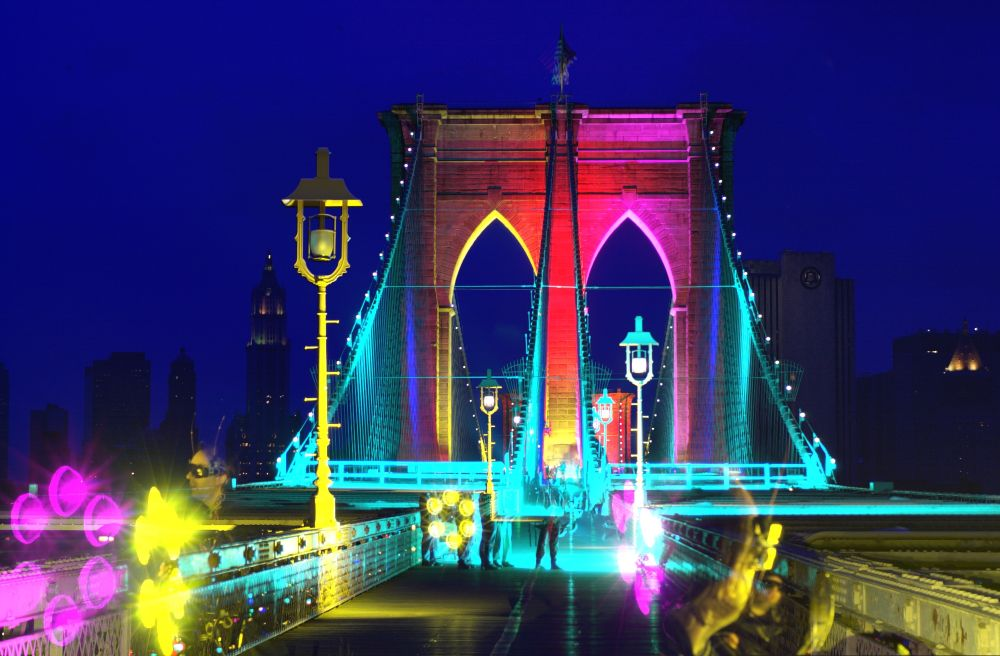
Носима комп’ютерна фотографія виникла в 1970-х і на початку 1980-х років і перетворилася на більш сучасну форму мистецтва. Це зображення було використано на обкладинці підручника John Wiley and Sons з цього предмету.

Комп'ютерна фотографія як вид мистецтва практикується шляхом отримання та об'єднання різних експонованих зображень об'єкта.Це стало натхненням для розробки переносних комп’ютерів у 1970-х-напочатку 1980-х.Оскільки обчислювальна фотографія була натхненна роботою Чарльза Вайкоффа,набір обчислювальних фотографічних даних(наприклад,зображення окремих об'єктів з різною експозицією, зроблені для створення єдиного складеного зображення) іноді називають обчислювальними фотографічними даними.Вайкофф надав йому честь.

Перші дослідження в цій галузі (спільна оцінка проекції зображення та розміру експозиції) були проведені Манном та Кандоччією.
Чарльз Вікофф присвятив більшу частину свого життя створенню спеціального типу 3-шарової фотоплівки з різними експозиціями одного і того ж об'єкта. Фотографії ядерного вибуху, зроблені на плівці Вікоффа, були представлені на обкладинці Life Magazine, демонструючи динамічний грудень від темної зовнішньої області до внутрішнього ядра.

## Дивіться також
- Адаптивна оптика
- Мультиспектральне зображення
- Одночасна локалізація та картографування
- Мікроскопія з надвисокою роздільною здатністю
- Камера часу польоту

## Зовнішні посилання
- Наяр, Шрі К. (2007). "Computational Cameras", Conference on Machine Vision Applications .
- Обчислювальна фотографія (Raskar, R., Tumblin, J.,), AK Peters. У пресі.
- Спеціальний випуск про комп’ютерну фотографію, IEEE Computer, серпень 2006 р.
- Культура камери та комп’ютерна журналістика: Зйомка та обмін візуальним досвідом [Архівовано 2015-09-06 у Wayback Machine.]  </link> , спеціальний випуск IEEE CG&A, лютий 2011 р.
- Рік Селіскі (2010), Комп’ютерне бачення: алгоритми та програми, Springer.
- Обчислювальна фотографія: методи та застосування (Ред. Растислав Лукач), CRC Press, 2010.
- Інтелектуальна обробка зображень (інформація про книгу «Джон Вайлі та сини»).
- Порівняльні рівняння .
- GJB-1: Збільшення динамічного діапазону цифрової камери за допомогою принципу Вайкофа
- Приклади носимої обчислювальної фотографії як форми мистецтва
- Курс обчислювальної фотографії Siggraph